# Tern Cove
Die Tern Cove (englisch für Seeschwalbenbucht) ist eine kleine Bucht an der Nordküste von Signy Island im Archipel der Südlichen Orkneyinseln. Sie liegt südöstlich des Berry Head. Ihre Einfahrt wird durch unterseeische Rifffelsen blockiert. Das Kopfende der Bucht, in der drei kleine Inseln liegen, fällt bei gezeitenbedingtem Niedrigwasser trocken.
Wissenschaftler der britischen Discovery Investigations nahmen 1933 eine grobe Kartierung vor. Der Falkland Islands Dependencies Survey benannte sie nach einer Vermessung im Jahr 1947 nach der auf der südlichsten der drei Inseln beheimateten Kolonie von Antipodenseeschwalben.